# 루돌프 마커스
루돌프 아서 마커스(영어: Rudolph Arthur Marcus, 1923년 7월 21일 ~ ) 박사는 미국의 화학자이다. 1992년에 전자전달반응에 대한 이론을 성립하는데 기여한 공로로 노벨 화학상을 수상했다.

## 인물
캐나다 퀘벡주 몬트리올에서 태어나 1939년 맥길 대학교에 입학, 1943년에 이학 학사 학위(B.Sc.), 1946년에 동 대학원에서 박사 학위(Ph.D.)를 받았다. 1958년 미국에 귀화했고 그 해부터 뉴욕 시립 대학교 브루클린 칼리지, 1964년부터 일리노이 대학교 어배너-섐페인 교수를 역임했다. 현재 캘리포니아 공과대학교 교수로 있으며 국제양자분자과학원 회원으로 있다.

## 학력
- 1935년~1939년: 베런 빙 고등학교 (졸업)
- 1939년~1943년: 맥길대학교 (학사)
- 1943년~1946년: 맥길대학교 (박사)

## 수상 경력
- 1978년 : 어빙 랑뮈르상
- 1984-85년 : 울프 화학상
- 1988년 : 피터 디바이상
- 1989년 : 미국 국가 과학상
- 1992년 : 노벨 화학상

## 회원
- 1987년 : ForMemRS[1]
- 국제양자분자과학원 회원